# Elasmothemis kiautai
Elasmothemis kiautai är en trollsländeart som först beskrevs av De Marmels 1989.  Elasmothemis kiautai ingår i släktet Elasmothemis och familjen segeltrollsländor. Inga underarter finns listade i Catalogue of Life.